# Lolita (animatrice)
Pour les articles homonymes, voir Lolita (homonymie).
Lolita, de son vrai nom Corinne Mettraux, née le 13 mars 1957, est une animatrice de radio et télévision suisse.
Son timbre de voix particulier, presque enfantin, lui a ouvert les portes de la radio, mais est aussi à l'origine du surnom qu'on lui a donné.

## Biographie
Elle fait ses débuts sur la radio Couleur 3 en 1983. En 1985, elle participe en tant qu'auteure et comédienne à l'émission Étoiles à matelas à la Télévision Suisse Romande.  De 1986 à 1992, elle est auteure et comédienne pour l'émission Carabine FM à la Télévision Suisse Romande. De 1992 à 1995, elle est scénariste pour l'émission jeunesse Capitaine Fox à la Télévision Suisse Romande.  De 1996 à 2000, elle est auteure et comédienne dans l'émission Le Fond de la corbeille à la Télévision suisse romande. De 1997 à 2002, elle est chroniqueuse pour diverses émissions radiophoniques sur La Première. De 2004 à 2007, elle participe en tant qu'animatrice et productrice à l'émission Drôles d'Histoires à la Radio Suisse Romande. De 2007 à 2017, elle est animatrice et productrice de l'émission Dernier rêve avant la nuit à la Radio Suisse Romande. 
Au théâtre, en 1991, elle est comédienne dans Comment élever votre fille en une semaine de Philippe Cohen puis en 1996 dans Cuisine et dépendance de Jaoui-Bacri, adaptation de Lova Golovtchiner. 
De 1991 à 1997, elle écrit des chroniques hebdomadaires pour le journal Le Nouveau Quotidien.
En 1993, elle publie un recueil À quoi tu penses ? aux éditions de l'Aire.
Peintre, de 1992 à 2019, elle participe aux expositions collectives de la galerie Brot und Käse à Soral. En 2004, elle fait une exposition personnelle Oh la la ! aux Ateliers de la pierre à Soral. 
Elle prend sa retraite en 2017. 
Elle est fortement associée à son timbre de voix particulier, presque enfantin, qui la rend immédiatement reconnaissable,,.

## Publication
1993 : A quoi tu penses ? Éditions de l'Aire,  (ISBN 978-2881083396)